# Colgan-Air-Flug 9446
Auf dem Colgan-Air-Flug 9446 stürzte am 26. August 2003 eine Maschine vom Typ Beechcraft 1900D, die von der Colgan Air für US Airways Express betrieben wurde, kurz nach dem Start bei Hyannis, Massachusetts in den Atlantischen Ozean ab. Bei dem Unfall kamen beide Piloten an Bord der Maschine ums Leben. Der Absturz war durch grobe Wartungsfehler verursacht worden.

## Maschine

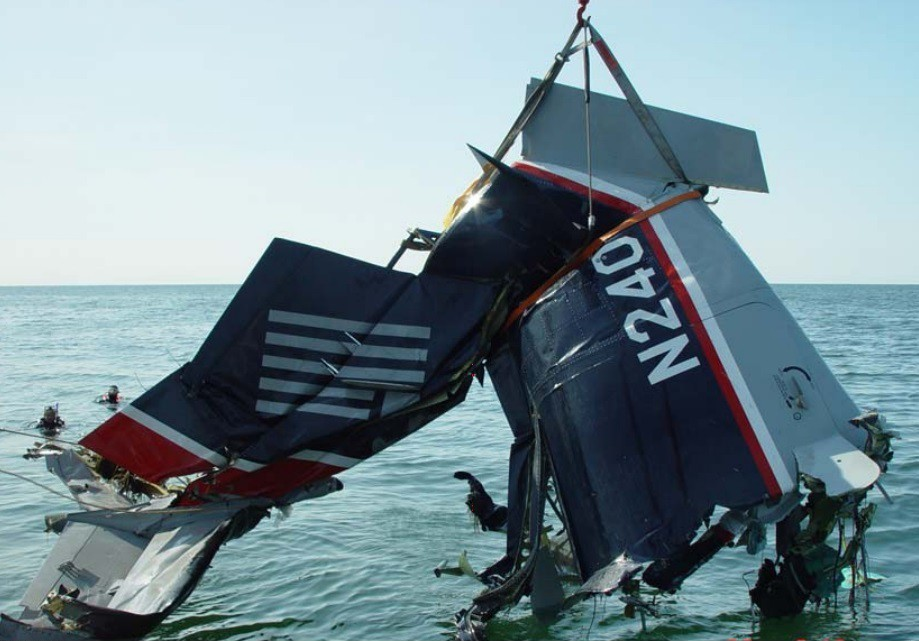
Bergung von Wrackteilen der Maschine

Bei der betroffenen Maschine handelte es sich um eine Beechcraft 1900D. Die Maschine wurde im Jahr 1993 endmontiert und trug die Werksnummer UE-40. Die Maschine wurde im März 1993 mit dem Luftfahrzeugkennzeichen N841CA neu an die Commutair ausgeliefert, die Flüge im Namen der USAir Express durchführte. Im August 2000 registrierte die Commutair die Maschine auf das Luftfahrzeugkennzeichen N84102 um. Am 10. Oktober 2000 übernahm die Colgan Air die Maschine und ließ diese mit dem letzten Kennzeichen N240CJ zu. Das zweimotorige Regionalverkehrsflugzeug war mit zwei Turboprop-Triebwerken des Typs Pratt & Whitney Canada PT6A-67D ausgestattet. Bis zum Unfall hatte die Maschine eine Gesamtbetriebsleistung von 16.503 Betriebsstunden absolviert, auf die 24.637 Starts und Landungen entfielen.

## Insassen und Flugplan
Nachdem eine große Wartung auf dem Barnstable Municipal Airport an der Maschine vorgenommen worden war, sollte diese zum Albany International Airport überführt werden, wobei der Flug ein Test- und Positionierungsflug zugleich sein sollte. An Bord der Maschine befand sich lediglich eine zweiköpfige Besatzung, bestehend aus dem Flugkapitän Scott Knabe und dem Ersten Offizier Steven Dean.

## Vorgeschichte
Am 23. August 2003 wurde die Beechcraft 1900D N240CJ einer detaillierten sechsphasigen Wartungsprüfung des hinteren Rumpfes und Leitwerks unterzogen. Die Prüfungsphase wurde unterbrochen und die verbleibenden Arbeiten wurden am Morgen des 24. August verschoben. An diesem Tag wurden zehn Flugstrecken geflogen und die Arbeiten wurden am Abend des 24. August wieder aufgenommen und am 26. August abgeschlossen. Während der Wartungsarbeiten wurden die beiden Stellmotoren zur Höhenrudertrimmung ausgetauscht. Während dieses Vorgangs wurde die Wartungsanleitung des Herstellers nicht genau befolgt und das Kabel für die Betätigung dieser Flettner-Ruder von der vorderen Trommel abgewickelt. Das vordere Kabel des Flettner-Ruders wurde dann ersetzt. Während des Austauschs des Kabels überging das Wartungspersonal einen Punkt in der Wartungsanleitung. Es nutzte bei der Kabelverlegung kein Leitkabel zur Orientierung. Darüber hinaus war die Trommel des Trimmkabels in der Wartungsanleitung fehlerhaft abgebildet und die Kabelführung nicht eindeutig dargestellt.

## Unfallhergang
Die Maschine startete um 15:40 Uhr Ortszeit vom Barnstable Municipal Airport. Kurz nach dem Start erklärten die Piloten Luftnotlage und meldeten ein Problem mit der Trimmung der Maschine. Sie flogen mit der Maschine eine Linkskurve und erreichten eine Höhe von 1.100 Fuß. Anschließend baten sie um Erlaubnis zur Rückkehr zum Flughafen Barnstable und die Flugsicherung erteilte umgehend die Freigabe. Die Maschine flog die Kurve mit einer nach oben ausgerichteten Flugzeugnase, nickte dann nach unten und stürzte nahe dem Flughafen, bei Hyannis, Massachusetts, vor der Küste ins Meer. Bei dem Unfall wurde die Maschine zerstört und beide Piloten getötet.

## Ursache
Das National Transportation Safety Board untersuchte den Unfall. Die Ermittler kamen zu dem Schluss, dass die Kabel der Höhenrudersteuerung bei der Wartung verkehrt herum montiert worden waren. Infolgedessen wurde das Trimmsystem so konfiguriert, dass sich bei Betätigung der elektrischen Trimmung die Flettner-Ruder der Trimmung in die richtige Richtung bewegten, das Trimmrad im Cockpit jedoch in die entgegengesetzte. Ebenso bewegten sich bei Betätigung des manuellen Trimmrads die Flettner-Ruder (Trimmklappen) in die entgegengesetzte Richtung.
Das NTSB stellte außerdem fest, dass die Piloten den Wartungsfehler nicht bemerkten, da der Kapitän vor dem Start nicht die Checkliste durchgegangen war, die eine Überprüfung der Höhenrudertrimmung beinhaltete. Die Piloten stellten die Trimmung vor dem Abflug manuell ein, aber aufgrund der unsachgemäßen Wartung wurden die Trimmklappen tatsächlich so eingestellt, dass die Flugzeugnase für den Flug voll nach unten ausgerichtet war. Die Ermittler stellten fest, dass die Piloten 250 Pfund Kraft (etwa 1.100 N unter Erdbeschleunigung) auf die Steuersäule hätten ausüben müssen, um die Maschine in der Luft zu halten. Eine sichere Landung war unter diesen Bedingungen nahezu unmöglich. Die Ermittler programmierten einen Flugsimulator mit den falschen Trimmeinstellungen und stellten den Flug sechsmal nach. Fünf Versuche führten kurz nach dem Start zu Abstürzen, in einem Versuch konnte der Pilot in die Kurve für eine Landung einschwenken, flog die Maschine jedoch beim Landeversuch in den Boden.